# نسرين طافش
نسرين طافش (15 فبراير 1982 -)؛ ممثلة ومغنية جزائرية من أصول فلسطينية، ولدت ونشأت في سوريا، تحسب على الوسط الفني في سوريا. حصلت على المرتبة 79 في قائمة أجمل الوجوه النسائية في العالم لعام 2017.

## النشأة والتعليم
وُلدت في مدينة حلب، شمالي سوريا لأب فلسطيني من مواليد صفد، فلسطين وأم جزائرية من وهران، وهي تحمل الجنسية الجزائرية نسبة لوالدتها. انتقلت من مدينتها حلب إلى العاصمة دمشق في العام 1999 لتُكمل دراستها هناك، وانضمت للمعهد العالي للفنون المسرحية بدمشق وتخرّجت منه في العام 2008.

## مسيرتها الفنية
شاركت في عام 2002 في مسلسل «هولاكو»، ثم مثّلت العديد من الأدوار، منها في مسلسلات: «ربيع قرطبة»، «التغريبة الفلسطينية»، ودورها في مسلسل صبايا عام 2009، وفي مسلسل جلسات نسائية في العام 2011.

### دخولها لمجال الغناء
في عام 2017 بدأت مسيرتها الغنائية بأغنيات منفردة «متغير علي» و«123 حبيبي» و«إلا معك» عام 2018.

## حياتها الخاصة
والدها هو الشاعر يوسف طافش، كانت مخطوبة أثناء الدراسة للمخرج المثنى صبح. في عام 2008، تزوجت من رجل أعمال إماراتي حتى اعلنت عن انفصالهما في عام 2013، لدى نسرين 7 شقيقات وهي الثامنة بينهن والصغرى بينهم كما أعلنت سابقاً بصورة لها من الطفولة.
في عام 2022 تزوجت من الطبيب المصري «شريف شرقاوي» وهو مدرب يوغا وطاقة وكان مدربها سابقًا.

## الجدل
في عام 2014، كشفت الممثلة ديما بياعة، زميلة نسرين طافش في مسلسل "صبايا"، عن علاقة طافش بطليقها الممثل تيم حسن، ووصفتها بأنها "خرابة بيوت". وقد أدى هذا التصريح إلى رفع دعوى قضائية ضد بياعة، حيث قضت محكمة في دبي بتغريمها مبلغ 1300 دولار بتهمة التشهير.
في 30 يناير 2023، أحالت النيابة العامة نسرين طافش إلى مكتب نيابة حي الشيخ زايد بمحافظة الجيزة، على خلفية إصدارها شيكًا بدون رصيد بقيمة أربعة ملايين جنيه مصري. وفي أكتوبر من العام ذاته، أيدت محكمة جنح جنوب الجيزة الحكم الابتدائي بسجنها ثلاث سنوات، ورفضت الطعن المقدم منها. غير أن طافش تمكنت في 8 مايو 2024 من تسوية القضية بعد سداد المبلغ بالكامل نقدًا.

## أعمالها

### مسلسلات
| سنة الإنتاج | المسلسل                                                   | الشخصية            |
| ----------- | --------------------------------------------------------- | ------------------ |
| 2002        | هولاكو                                                    |                    |
| 2003        | ربيع قرطبة                                                | صبح                |
| 2004        | أبو زيد الهلالي                                           | سعدى               |
| 2004        | أحلام كبيرة                                               | هيفاء              |
| 2004        | رجال تحت الطربوش                                          |                    |
| 2004        | التغريبة الفلسطينية                                       | جميلة              |
| 2005        | قرن الماعز                                                |                    |
| 2005        | رجال ونساء                                                | نجوى               |
| 2005        | أحقاد خفية                                                | روان               |
| 2006        | صدى الروح                                                 |                    |
| 2006        | دعاة على أبواب جهنم                                       |                    |
| 2006        | الإنتظار                                                  | باسمة              |
| 2006        | على طول الأيام                                            | هيفاء              |
| 2006        | أهل الغرام حلقات منفصلة                                   | عدة شخصيات         |
| 2007        | فجر أخر                                                   |                    |
| 2008        | ضيعة ضايعة                                                | ضيفة شرف           |
| 2009        | حكايات الغروب                                             |                    |
| 2009        | طريق النحل                                                | رهام / سلام        |
| 2009        | بيت جدي الجزء الثاني                                      | أم رضوان           |
| 2009        | فنجان الدم                                                | النجود             |
| 2009        | صبايا شاركت كضيفة بالحلقة الأخيرة من الجزء الثاني في 2010 | ليلى               |
| 2010        | بقعة ضوء الجزء السابع                                     | عدة شخصيات         |
| 2011        | السراب                                                    | رنا                |
| 2011        | جلسات نسائية                                              | هالة               |
| 2012        | بنات العيلة                                               | سارة               |
| 2014        | تحالف الصبار                                              | كاتيا              |
| 2014        | الإخوة                                                    | سلمى               |
| 2014        | حلاوة الروح                                               |                    |
| 2015        | في ظروف غامضة                                             | دارين              |
| 2015        | العراب                                                    | ريم                |
| 2015        | ألف ليلة وليلة                                            | أفنان / كليلة      |
| 2016        | الطواريد                                                  | وضحة               |
| 2016        | مدرسة الحب                                                |                    |
| 2017        | شبابيك                                                    | رهف                |
| 2017        | شوق                                                       | شوق                |
| 2017        | العقاب والعفرا                                            | عفرا               |
| 2019        | مقامات العشق                                              | ست الحسن / كرونيكا |
| 2020        | ختم النمر                                                 | مريم               |
| 2020        | الوجه الآخر                                               | سارة               |
| 2021        | نادي أندرويد - مسلسل إذاعي                                |                    |
| 2021        | المداح                                                    | رحاب               |
| 2022        | جوقة عزيزة                                                | عزيزة              |

### المسرح
| سنة الإنتاج | المسرحية          | الشخصية |
| ----------- | ----------------- | ------- |
|             | العرس             | نور     |
|             | العميان           |         |
|             | التية             |         |
|             | عربة اسمها الرغبة |         |
| 2008        | كذا انقلاب        |         |
| 2022        | كازانوفا          |         |

### سينما
| سنة الإنتاج | الفيلم            | الشخصية |
| ----------- | ----------------- | ------- |
| 2019        | نادي الرجال السري | فريدة   |
| 2023        | أخي فوق الشجرة    | كوليت   |
| 2024        | بنقدر ظروفك       |         |

### غناء
| سنة الطرح | اسم الأغنية | إخراج         |
| --------- | ----------- | ------------- |
| 2017      | متغير علي   | سعيد الماروق  |
| 2017      | 123 حبيبي   | فابيان دوفيلز |
| 2018      | إلا معك     |               |
| 2019      | أريد أرتاح  | سعيد الماروق  |
| 2019      | شوقي        |               |

## وصلات خارجية
- نسرين طافش على موقع IMDb (الإنجليزية)
- نسرين طافش على موقع قاعدة بيانات الأفلام العربية
- نسرين طافش على موقع ديسكوغز (الإنجليزية)
- نسرين طافش على موقع قاعدة بيانات الفيلم (الإنجليزية)